# San José (Almería)

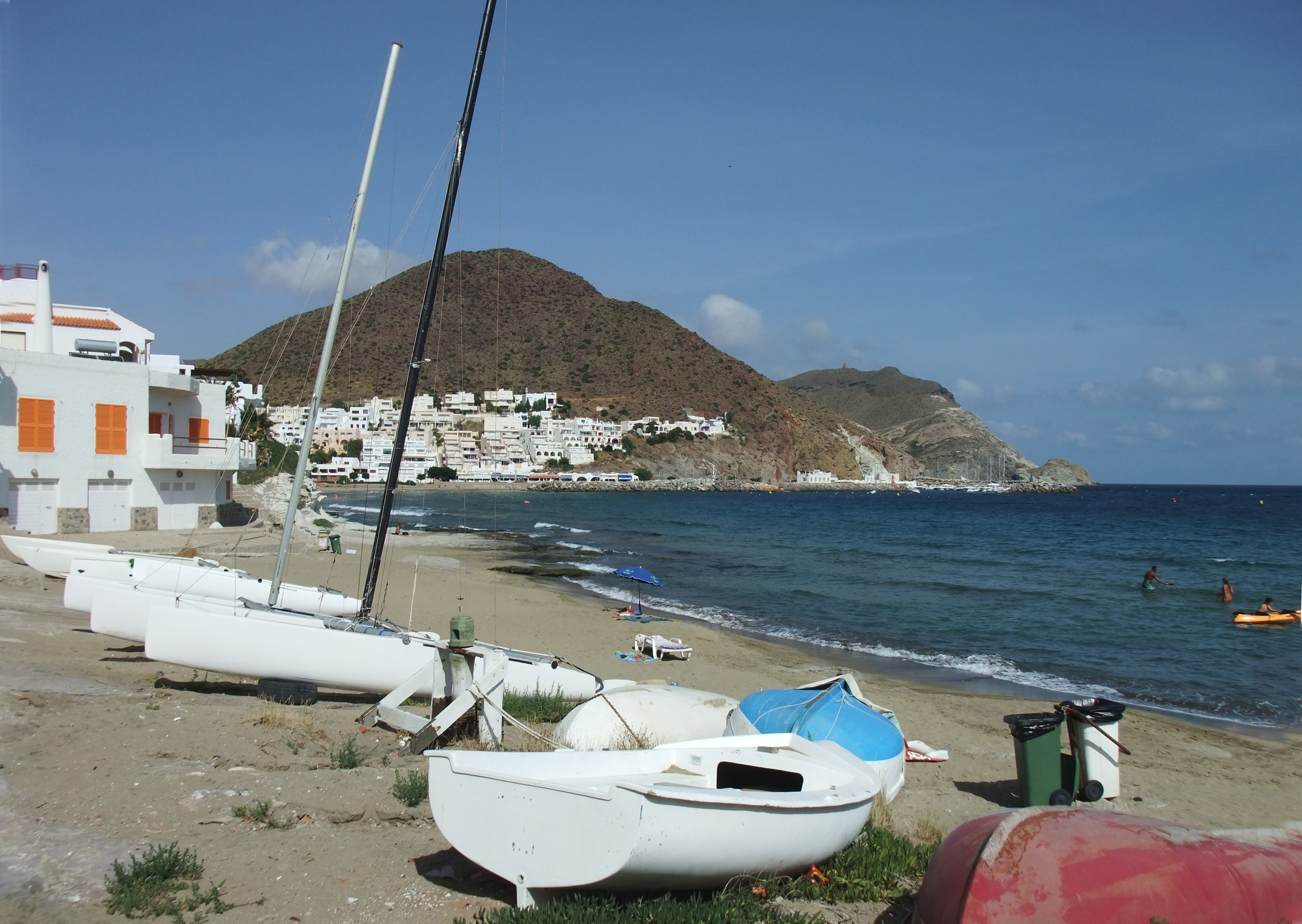
San José mit Strand und Bucht

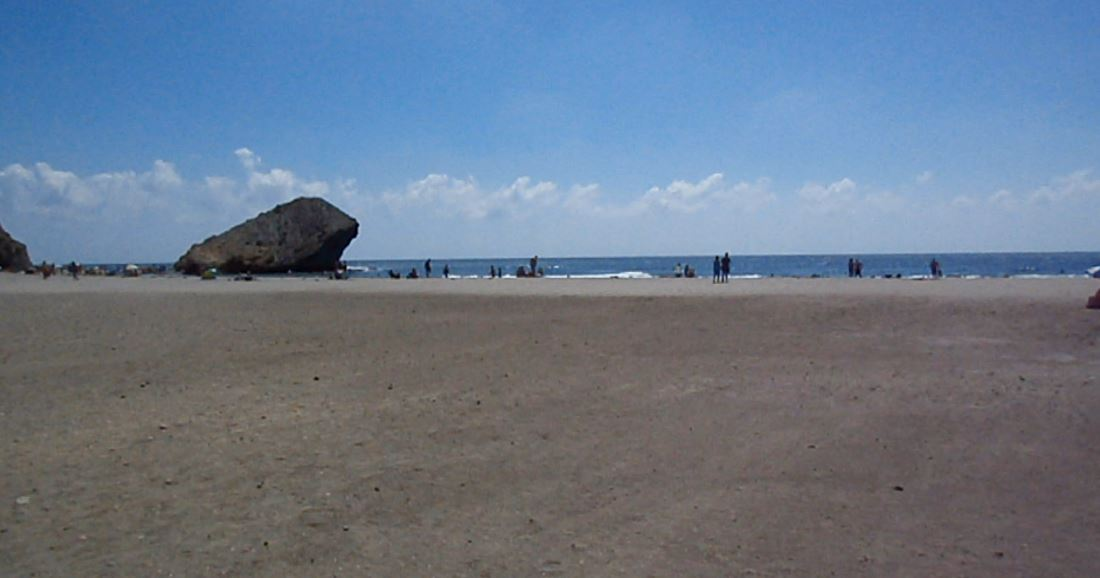
Playa de Mónsul

San José ist ein Dorf innerhalb der Gemeinde Níjar in der spanischen Provinz Almería im südlichen Andalusien. Der beliebte Ferienort liegt im Naturpark Cabo-de-Gata-Níjar an der äußersten Südostküste Spaniens und hatte im Jahr 2011 1012 Einwohner. Die Bevölkerungszahl wächst allerdings in den Sommermonaten zeitweilig bis auf 20.000 Personen an. Der Strand von San José ist an einer seichten Bucht der Costa de Almería in der Nähe des Jachthafens gelegen.
Etwa 2 km südlich von San José liegt in einer Bucht die Playa de los Genoveses, ein beliebter 1.000 m langer Badestrand mit felsigen Landzungen an jedem Ende. Weitere 2 km westlich befindet sich die Playa de Mónsul. Der Strand ist mit grauem Sand vulkanischen Ursprungs und riesigen dunklen Brocken aus Vulkangesteins bedeckt. Das Gebiet diente als Hintergrund für mehrere Kinofilme. Beide Strände zählen zu den schönsten in ganz Spanien.
An beiden Stränden, "Playa de los Genoveses" und "Playa de Mónsul" wurden schon zahlreiche Filme gedreht. Teile von Fluch der Karibik (2003) und eine Szene aus Indiana Jones und der letzte Kreuzzug (1989) wurden hier verfilmt. Vor allem ist hier noch Natur pur, was auch dazu führt, dass im Sommer die Strecke zum Strand nicht mit dem eigenen Wagen zurückgelegt werden darf. Entweder man geht zu Fuß oder nutzt den Shuttle-Bus von San Jóse, um zu den beiden Stränden zu kommen. Im Winter können die Strände und zahlreichen Buchten wieder mit dem Wagen befahren werden.

## Geschichte
Die ältesten Nachweise menschlicher Besiedlung in dieser Region stammen aus Los Escullos, einem etwa 8 km nördlich von San José liegenden Ort, und wurden auf die Mittlere Steinzeit datiert, einige sogar auf die Altsteinzeit. In der Jungsteinzeit und der Kupfersteinzeit entstanden die ersten Siedlungen, die der Los-Millares-Kultur (2500 bis 1800 v. Chr.) zugeordnet werden konnten, während die Funde aus der Bronzezeit zur El-Argar-Kultur (1800 bis 1300 v. Chr.) gehören. Diese Siedlungen lagen in der Nähe von zahlreichen Kupferminen in diesem Gebiet, wo es auch Wasser und Obdach in Höhlen gab. Beide Kulturen werden heute als die bedeutendsten in Westeuropa angesehen, um die Anfänge der Metallbearbeitung zu studieren. Ihr Niedergang erfolgte in der Späten Bronzezeit (1000 bis 800 v. Chr.), als Tataren an der Mündung des Guadalquivir erschienen und die westliche Kultur verdrängten.
Zwischen 1733 und 1735 wurde auf Befehl von Philipp V. die Festung San José an der Küste Andalusiens errichtet. Sie wurde mit drei Batterien bestückt, um diesen Küstenabschnitt zu überwachen und schützen. Die nahegelegenen Buchten Cala Genoveses und Cala Higuera waren ein beliebter Ankerplatz für Piraten, um ihre Wasser- und Nahrungsvorräte aufzufrischen. Im Schutz dieser militärischen Einrichtung entstand das kleine Fischerdorf gleichen Namens.